# 法洛皮奥
法洛皮奥（義大利語：Faloppio），是意大利科莫省的一个市镇。总面积4平方公里，人口4097人，人口密度1024.3人/平方公里（2009年）。ISTAT代码为013099。